# Lopescladius hyporheicus
Lopescladius hyporheicus is een muggensoort uit de familie van de dansmuggen (Chironomidae). De wetenschappelijke naam van de soort is voor het eerst geldig gepubliceerd in 1984 door Coffman and Roback.